# 後平站
後平站（日语：／ Ushirotai eki */?）是位於青森縣上北郡天間林村（現時：七戶町）後平，南部縱貫鐵道的南部縱貫鐵道線車站（廢站）。

## 歷史
- 1963年（昭和38年）4月1日 - 南部縱貫鐵道線千曳站（後來為西千曳站）至坪站之間開設此站。
- 1997年（平成9年）5月6日 - 南部縱貫鐵道線暫停營業[1]。
- 2002年（平成14年）8月1日 - 南部縱貫鐵道線廢線，此站也廢除[2]。

## 車站結構
截至車站廢除前，此站是地面車站，設有1面1線的單式月台。此站是無人車站。

## 車站周邊
- 陸奧收費道路
- 天間水壩（高瀨川（日语：高瀬川）水系坪川）

## 現況

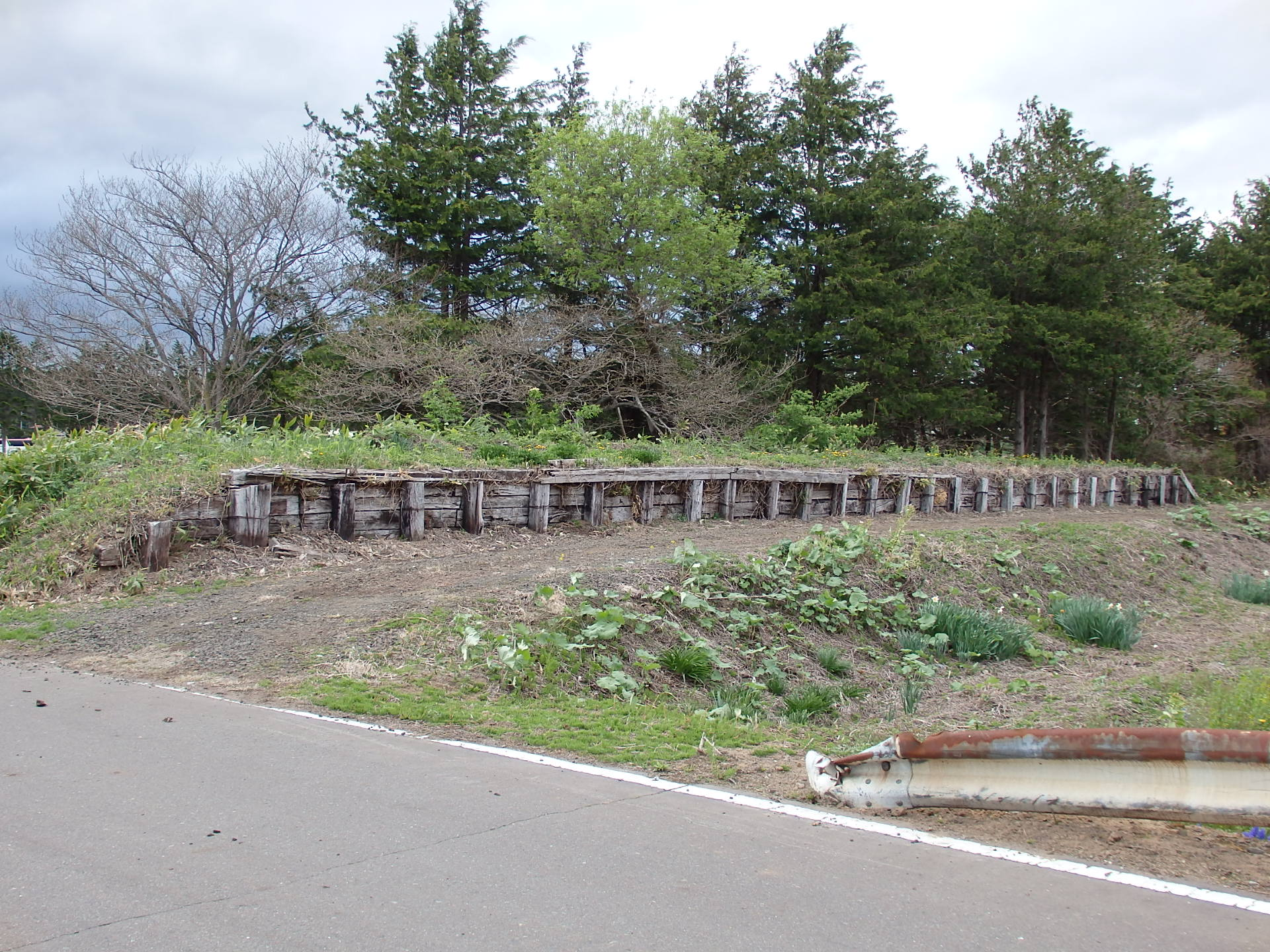
車站遺址（2016年5月）

車站廢除後，路線、候車室等鐵路設備被撤走，月台和路基還存在。

## 相鄰車站
南部縱貫鐵道
南部縱貫鐵道線
西千曳－後平－坪

## 注腳
1. ↑   31 (8). 鐵道雜誌社: 104. 1997-08 （日语）.
2. ↑  . RAIL FAN (鐵道友之會). 2002年10月号, 49 (10): 22 （日语）.